# Ворошиловская волость
Ворошиловская волость — административно-территориальная единица в составе Рославльского уезда Смоленской губернии.
Административный центр — село Ворошилово.

## История
Волость была образована в ходе реформы 1861 года.
В 1922 году Ворошиловская волость была упразднена, а её территория включена в состав Ермолинской волости.
Ныне вся территория бывшей Ворошиловской волости входит в Смоленскую область.